# Crocidura pitmani
Crocidura pitmani är en däggdjursart som beskrevs av Barclay 1932. Crocidura pitmani ingår i släktet Crocidura och familjen näbbmöss. IUCN kategoriserar arten globalt som otillräckligt studerad. Inga underarter finns listade i Catalogue of Life.
Denna näbbmus förekommer i bergstrakter i Zambia. Det är inget känt om levnadssättet.